# Mikkel Damsgaard
Mikkel Damsgaard, né le 3 juillet 2000 à Jyllinge au Danemark, est un footballeur international danois qui évolue au poste d'ailier gauche ou de milieu offensif au Brentford FC.

## Biographie

### FC Nordsjælland
Né à Jyllinge au Danemark, Mikkel Damsgaard commence le football avec le club de sa ville natale, le Jyllinge FC. Il est ensuite formé au FC Nordsjælland qu'il rejoint en 2012, club qui lui permet de découvrir le monde professionnel. Il n'a que 17 ans, le 26 novembre 2017, lorsqu'il joue son premier match en faveur de l'équipe première. Il s'agit d'une rencontre de Superligaen face à l'AC Horsens ; son équipe remporte la partie sur le large score de six à zéro. Auteur de plusieurs passes décisives lors des rencontres suivantes, il inscrit son premier but le 4 mars 2018, alors que son équipe se déplace sur la pelouse du Randers FC, et les siens s'imposent par trois buts à zéro.
Le 10 juillet 2018, Damsgaard prolonge son contrat avec son club formateur jusqu'en 2022.

### Sampdoria Gênes
Le 6 février 2020 est annoncé le transfert de Damsgaard à la Sampdoria Gênes, qu'il rejoint seulement en septembre 2020. Il joue son premier match sous ses nouvelles couleurs lors d'une rencontre de Serie A face à la Juventus de Turin le 20 septembre 2020. Il entre en jeu à la place de Morten Thorsby et son équipe s'incline par trois buts à zéro. Le 17 octobre suivant, Damsgaard inscrit son premier but avec la Sampdoria et en Serie A, lors d'un match face à la Lazio de Rome. Entré en jeu ce jour-là, il marque le dernier but de son équipe, qui s'impose par trois buts à zéro. Il s'impose rapidement dans l'équipe dirigée alors par Claudio Ranieri et devient par ailleurs le premier joueur né en 2000 à marquer un but et délivrer une passe décisive dans cette saison de Serie A. Il inscrit un second but cette saison-là, le 19 décembre face au FC Crotone, en championnat. Il ouvre le score et son équipe s'impose par trois buts à un.

### Brentford FC
Le 10 août 2022, Mikkel Damsgaard rejoint l'Angleterre afin de s'engager en faveur du Brentford FC. Il signe un contrat courant jusqu'en juin 2027,.
Damsgaard joue son premier match pour Brentford le 23 août 2022, à l'occasion d'une rencontre de coupe de la Ligue anglaise face à Colchester United. Il est titularisé, et son équipe s'impose par deux buts à zéro.
Lors de la saison 2024-2025 Damsgaard s'impose comme un titulaire régulier à Brentford. Auteur de prestations remarquées, délivrant notamment onze passes décisives en championnat, il est récompensé en étant élu joueur de la saison par les supporters du Brentford FC,.

### En sélection
Mikkel Damsgaard intègre en 2018 l'équipe du Danemark des moins de 19 ans. Il participe avec cette équipe aux éliminatoires du championnat d'Europe des moins de 19 ans.
Le 6 septembre 2019, Mikkel Damsgaard joue son premier match avec l'équipe du Danemark espoirs face à la Hongrie. Il entre en jeu à la place d'Andreas Skov Olsen lors de cette rencontre qui se solde par un match nul (0-0). Damsgaard inscrit son premier et unique but avec les espoirs contre Malte le 9 octobre 2020. Titularisé, il participe à la victoire de son équipe par trois buts à un.
Mikkel Damsgaard honore sa première sélection avec l'équipe nationale du Danemark le 11 novembre 2020, face à la Suède, en match amical. Il est titularisé au poste d'ailier gauche et se distingue en délivrant une passe décisive pour Alexander Bah. Le Danemark s'impose par deux buts à zéro ce jour-là. Il devient avec cette apparition le premier joueur né en 2000 à jouer pour l'équipe nationale.
En mai 2021, Damsgaard est convoqué par Kasper Hjulmand, le sélectionneur de l'équipe nationale du Danemark, dans la liste des 26 joueurs danois retenus pour participer à l'Euro 2020,. Il se fait remarquer lors du dernier match de groupe, le 21 juin 2021 contre la Russie, en marquant un but. Il participe ainsi à la victoire de son équipe par quatre buts à un et sa qualification pour les huitièmes de finale,. Avec ce but il devient le plus jeune joueur danois à marquer un but lors d'un Euro, à 20 ans et 353 jours. Le Danemark se hisse jusqu'en demi-finale de l'Euro, où il affronte le 7 juillet 2021 l'Angleterre. Titulaire ce jour-là, le jeune ailier se distingue de belle manière en marquant l'un des plus beaux buts de la compétition, ouvrant le score d'un coup franc direct de 25 mètres catapulté dans la lucarne du portier anglais, Jordan Pickford. Ce but est le premier sur coup franc direct de la compétition et également le premier but encaissé par l'Angleterre depuis le début du tournoi,. Il ne permet toutefois pas à son équipe de s'imposer. Les Danois perdent finalement la rencontre sur le score de deux buts à un, et sont éliminés après un beau parcours dans la compétition,.
Écarté des terrains depuis le mois d'octobre 2021 en raison d'une blessure persistante à la cuisse droite, Damsgaard est rappelé en sélection à sa grande surprise en juin 2022 pour des matchs de Ligue des nations de l'UEFA 2022-2023, alors qu'il vient juste de faire son retour à la compétition avec son club. Le sélectionneur Kasper Hjulmand comptant sur lui malgré sa longue absence.
Le 7 novembre 2022, il est sélectionné par Kasper Hjulmand pour participer à la Coupe du monde 2022.
Le 30 mai 2024, Damsgaard figure dans la liste des 26 joueurs danois retenus par Kasper Hjulmand pour participer à l'Euro 2024,.

### Style de jeu
Mikkel Damsgaard peut aussi bien évoluer au poste d'ailier gauche que de milieu offensif axial et sa polyvalence a permis à ses différents entraîneurs de l'utiliser comme "faux-neuf" ou même d'avant-centre, qu'il a notamment occupées alors qu'il jouait au FC Nordsjælland. Il est décrit comme un joueur rapide, dribbleur, doué techniquement et possédant une bonne qualité de passes,.

## Statistiques
| Saison                | Club                  | Championnat           | Championnat | Championnat | Championnat | Coupe nationale | Coupe nationale | Coupe nationale | Coupe de la Ligue | Coupe de la Ligue | Coupe de la Ligue | Compétition(s) continentale(s) | Compétition(s) continentale(s) | Compétition(s) continentale(s) | Compétition(s) continentale(s) | Total | Total | Total |
| Saison                | Club                  | Division              | M.          | B.          | P.d.        | M.              | B.              | P.d.            | M.                | B.                | P.d.              | Comp.                          | M.                             | B.                             | P.d.                           | M.    | B.    | P.d.  |
| 2017-2018             | FC Nordsjaelland      | Superligaen           | 17          | 1           | 3           | 1               | 0               | 1               | -                 | -                 | -                 | -                              | -                              | -                              | -                              | 18    | 1     | 4     |
| 2018-2019             | FC Nordsjaelland      | Superligaen           | 32          | 1           | 7           | 1               | 0               | 0               | -                 | -                 | -                 | C3                             | 6                              | 0                              | 3                              | 39    | 1     | 10    |
| 2019-2020             | FC Nordsjaelland      | Superligaen           | 35          | 11          | 6           | 1               | 0               | 1               | -                 | -                 | -                 | -                              | -                              | -                              | -                              | 36    | 11    | 7     |
| Sous-total            | Sous-total            | Sous-total            | 84          | 13          | 16          | 3               | 0               | 2               | 0                 | 0                 | 0                 | -                              | 6                              | 0                              | 3                              | 93    | 13    | 21    |
| 2020-2021             | Sampdoria Gênes       | Serie A               | 35          | 2           | 4           | 2               | 0               | 0               | -                 | -                 | -                 | -                              | -                              | -                              | -                              | 37    | 2     | 4     |
| 2021-2022             | Sampdoria Gênes       | Serie A               | 11          | 0           | 0           | 1               | 0               | 0               | -                 | -                 | -                 | -                              | -                              | -                              | -                              | 12    | 0     | 0     |
| Sous-total            | Sous-total            | Sous-total            | 46          | 2           | 4           | 3               | 0               | 0               | 0                 | 0                 | 0                 | -                              | 0                              | 0                              | 0                              | 49    | 2     | 4     |
| 2022-2023             | Brentford FC          | Premier League        | 26          | 0           | 0           | 1               | 0               | 0               | 2                 | 0                 | 1                 | -                              | -                              | -                              | -                              | 29    | 0     | 1     |
| 2023-2024             | Brentford FC          | Premier League        | 23          | 0           | 2           | 2               | 0               | 0               | -                 | -                 | -                 | -                              | -                              | -                              | -                              | 25    | 0     | 2     |
| 2024-2025             | Brentford FC          | Premier League        | 38          | 0           | 0           | 1               | 0               | 0               | 4                 | 1                 | 0                 | -                              | -                              | -                              | -                              | 43    | 1     | 0     |
| Sous-total            | Sous-total            | Sous-total            | 87          | 2           | 11          | 4               | 0               | 0               | 6                 | 1                 | 1                 | -                              | 0                              | 0                              | 0                              | 97    | 3     | 12    |
| Total sur la carrière | Total sur la carrière | Total sur la carrière | 217         | 17          | 31          | 10              | 0               | 2               | 7                 | 1                 | 1                 | -                              | 6                              | 0                              | 3                              | 240   | 18    | 37    |